# Eleutherodactylus cubanus
Eleutherodactylus cubanus är en groddjursart som beskrevs av Barbour 1942. Eleutherodactylus cubanus ingår i släktet Eleutherodactylus och familjen Eleutherodactylidae. IUCN kategoriserar arten globalt som akut hotad. Inga underarter finns listade i Catalogue of Life.